# 愚地独歩
愚地独歩（おろち どっぽ）は、板垣恵介の漫画作品『グラップラー刃牙』シリーズに登場する架空の人物である。スピンオフ作品『バキ外伝 拳刃』では主人公を務める。

## 人物
世界最大の勢力を誇る空手道（フルコンタクト空手）団体・神心会の総帥。「武神」「人食いオロチ」「虎殺し」など数々の異名を持つ。かつて地下闘技場の闘士として戦い、1対1で虎を倒す荒業を成し遂げた。その強さは生きながら伝説と称され、空手家に限らず多くの格闘家から尊敬を集めている。闘士としては長く一線を退いていたが、鍛錬は怠っておらず未だ現役。
江戸っ子気質で豪放磊落な人柄だが、お茶目でひょうきんな一面ものぞかせる。その飄々とした態度は相手の怒りを買うこともしばしばあり、久々に再会した本部以蔵を憤慨させるなど枚挙に暇が無い（しかし生来の性格らしく本人は全く気にしていない模様）。また、妻の夏恵の前では度々強がりを言い、時には甘い台詞で愛を語るなど愛妻家でもある。夏恵からは「ドッポちゃん」と呼ばれている。息子は同じく神心会の師範代である愚地克巳（養子）。弟子に加藤清澄、末堂厚らがいる。
スキンヘッドと左目の付近と右頬に範馬勇次郎に付けられた傷が特徴。勇次郎との再戦で右目を失ってからは眼帯を付けている。
趣味は西部劇の鑑賞。特にジョン・ウェインがやる派手な殴り合いが好き。
独歩の逸話として有名なのが「虎殺し」である。神心会の本部ビルにもその姿が大きく描かれている。ただしあくまで過去の伝説として語られており、息子の愚地克巳ですら実話だと思っていなかったが、ドリアンとの再戦時に改めて真実であることが明かされた。独歩が進んで公言しなかった理由は虎が絶滅危惧種であるため教育者としてふさわしくないと考えたため、および話しても信用してもらえないだろうと冗談まじりに述べている。『バキ外伝 拳刃』では別のエピソードとして虎殺しが描かれており、神心会の看板に大きく載せたのも命を奪ったことへの供養のためであった。

## プロフィール
- 年齢：55歳（地下闘技場編）
- ファイトスタイル：神心会空手（愚地流空手）
- 身長：178cm
- 体重：110kg

### 担当声優
- 中嶋比呂嗣（ゲーム『グラップラー刃牙 バキ最強列伝』）
- 麦人（テレビアニメ第1作、パチンコ版）
- 飯塚昭三（OVA版、デジタルコミック版）
- 菅生隆之（テレビアニメ第2作）

### キャラクターモデル
立場や経歴は極真会館総裁大山倍達、空手家としては拳道会総師中村日出夫らがモデルであり、複数の武道家を元にしている。また、作中で独歩とは別に大山倍達が存在することが明らかにされている。
名前の初期案は「うわばみ」だったが、それに付ける漢字が写植に無かったため断念。後に柔軟性があって強い、太い大蛇のイメージで「愚地」と付けたと語る。

## ファイトスタイル
己の肉体のみを武器とする文字通りの「空手」の美学を無骨なまでに貫く。幼少のころから積み重ねた鍛錬に裏付けされた技の数々、闘いにおける強固な意思は勇次郎をして「武神の名に恥じぬ男」と言わしめた。独歩が繰り出す技は刃牙や勇次郎でさえ回避不可能という領域に達しており、それらは全て長年にわたる鍛錬と百戦錬磨の経験に基づくものである（これに関しては「空手の基本の型全てを1日1000本、それを数十年続けることができるなら誰でも可能」と独歩が自ら評している）。
また、独歩が持つ格闘への観点はいわゆるスポーツ空手ではなく、生活すべてが戦いであり、奇襲や騙まし討ちも受ける側の未熟という過去に存在した武術家が持っていた通念に近い。不意打ちや騙し討ちはもちろん、場合によっては既に重傷を負った状態の相手を叩きのめすことさえ臆面無く敢行する（天内悠戦で不意打ちを仕掛けた際、観客が「さすが独歩、やる事が汚ねぇや」と喜んでいることから以前より常習の様子がうかがえる）。また、それらの行為を他人が行うことも全く意に介さない。ただし自ら「全身が武器」と唱える空手家としての誇りから、武器の使用は一切行わない。万一使用することがあっても、鞄や扇子、衣服などの偶然身に着けていた物のみにすべきと語っている。
空手含めた格闘技の技術や知識においても研究研鑽や他流試合等の経験などから豊富である。
なお心理戦においても、老獪どころか狡猾さまで感じさせる挑発の名人である。

### 攻撃
独歩が繰り出す技は正拳突き、手刀、貫き手など古くから空手道に伝わるものが多い。旧知の仲である本部以蔵の弁によれば、独歩の手足は、刃物と同じで命中した部位は全て急所と化す、というまで鍛え上げられており、こと技の一つ一つを極めるという点では他の追随を許さない。
虎口拳
親指と人差し指の間で相手の眉間を突き、一時的に視力・判断力を奪う。目潰しに似るが実質全く別の技である。
風摩殺
頬に掌打を浴びせ、相手の顎関節を外す。
六波返し
鍛え上げられた指で相手の頭頂部を強打し、頭蓋骨の縫合を外す技。
菩薩の拳
最大トーナメント編、準々決勝の渋川剛気戦で見せた技。人が生まれた時の形である菩薩の手の形で拳を作り、正拳突きを見舞う。武術の技全てに存在する「殺気」が全く無いため、護身の達人である渋川をもってしても返せない。正拳について「拳の形は本当にこれで正しいのか」と思案しながらまどろんでいた際、反射的に飛んでいた蚊をこの形の拳で叩き潰し「真の正拳」へと開眼した。
作者が、観音像を彫る知人から聞いた「菩薩の手の形は赤ん坊と同じ」という話から着想した技だという。
存在してはならない技術
刃物と同等と評される拳足を文字通りの威力で行使し、素手で人体から骨肉を毟り取る。作中では通り魔の甲状軟骨と肋骨を引きちぎり、恥骨を粉砕した。あまりの危険性ゆえ、特殊な状況下でしか使用を解禁されない。警察の事情聴取に対しては「できることなら使いたくはない、極めて特殊な状況でしか使うべきではない、存在してはならない技術」と前置きした上で、それを踏まえて「（技の）使用法に誤りはなかった」と発言している。
明光
頸部の経穴を突いて盲人の視力を取り戻す絶技。一見逆効果に思えるが、相手は突然の視覚情報に混乱し無力化してしまう。
御触れ打ち
当てる場所を予告した後、本当に当ててしまう技。風景と同化するほどの脱力から予備動作なく放ち、体でなく心の隙間を狙うため、予告されても避けられず食らってしまう。範馬勇次郎を倒すために編み出した。
連撃五段打ち
一撃の間に五発の拳を胴に打ち込む。範馬勇次郎を倒すために編み出した技。

### 防御
コツカケ
琉球唐手に古くから伝わる秘技。腹筋を操作して睾丸を体内へと収納し、金的への攻撃に予め備える。独歩曰く「古い空手家にとっては常識」であるとのこと。
前羽の構え
勇次郎の使う御殿手に対抗して、先に動いた方が攻撃を受けるという作戦のために使用した絶対防御の構え。
散眼（サンガン）
左右の眼を双方別々に動かすことによって視界を広げ、相手の攻撃に対応する。範馬勇次郎戦で使用。
廻し受け
両手で円を描き、あらゆる攻撃を捌く鉄壁の防御。独歩のそれはガソリンに付けられた火でさえも一瞬でかき消す程であり、ドリアンをして「ビューティフル」と言わしめた。
三戦（サンチン）
呼吸をコントロールすることにより、あらゆる攻撃に耐えるとされる防御の構え。不安定な足場でも安定した姿勢が取れる。琉球唐手が元祖とされており、現在でも多くの流派で伝承されている。弟子である末堂にも自ら伝授した。

## 作中での活躍

### 『グラップラー刃牙』
地下闘技場編
かつて酒場で油断していた所を範馬勇次郎により手痛い敗北を喫し、雪辱を誓う。後に勇次郎の息子である刃牙との縁から地下闘技場にて再戦。空手に伝わる数々の秘技で一時優勢となるが、本気を出した勇次郎の人知を超えた戦闘能力の前に敗北。右目を失明、心臓停止に追い込まれた。その後、鎬紅葉によって蘇生し一命を取り留める。
最大トーナメント編
1回戦ではリチャード・フィルスと対戦。普段着で試合に臨み、西部劇ばりの殴り合いを制す。2回戦では勇次郎推薦の天内悠と対戦。天内が得意とする空中技を封殺し圧勝するかに思われたが、天内が繰り出した予想外の関節技の前に苦戦。一進一退の攻防を見せた。軸足を破壊されても尚戦いを続ける独歩に天内が動揺、その隙に目突きを喰らわせようとするが、天内に激怒した勇次郎の乱入という不本意な決着に終わる。その後「目突きが有効」という主催者判断で準々決勝に進出。「菩薩の拳」を武器に渋川剛気と達人対決を繰り広げるが、最後は僅かな経験の差で渋川に敗れる。

### 『バキ』
最凶死刑囚編
渋川戦での敗北から自らを神心会から破門にし、行方不明となる。しかし徳川光成の要請を受けて範馬刃牙、花山薫、渋川剛気、烈海王と共に地下闘技場の代表の一人として死刑囚との戦いに参加。ドリアンと対戦するが、ドリアンが隠し持っていたアラミド繊維の糸によって左手を切断される。しかし怯むことなく切断された左手でドリアンに突きを浴びせる気骨を見せた。対戦後その足で知り合いの闇医者・梅澤の診療所へ赴き、手術を受け左手を無事接合させる。空手の精神を捨てた克巳、加藤の前でドリアンの強靭なアラミド繊維糸を手刀で斬り落とし、空手の真髄を教える。
その後、加藤がドリアンと戦い重傷を負わせられる。これを受け独歩は克巳と共に神心会総出でドリアンの追跡を開始。ドリアンが操る催眠術をはじめあらゆる攻撃を打ち砕き、最後は加藤の手で決着をつけさせた。しかし自宅に帰った際、先回りして自宅を襲撃したドリアンに激昂、不意打ちで顔面を爆破され重傷を負う。回復後は神心会本部ビルを爆破したドイルの前に現れ、挑発の限りを尽くした上で瞬殺した。
神の子激突編
渋川を破ったアライJr.と対戦。反応不可能なほどの超高速パンチや、廻し受けからの打撃すら回避する天才的ディフェンスで翻弄され失神KO負けを喫した。しかしその後、ジャックと渋川に連敗し満身創痍の重傷を負ったアライの前に万全の状態で現れ再戦を挑む。重傷のアライJrのパンチを額で受ける防御法で拳を粉砕し、さらに両脚を破壊。一度敗れた相手を狡猾な手段で戦闘不能にした挙句にその場を立ち去るなど、冷徹な一面も覗かせた。終盤のアライ-刃牙戦前はアライ勝利を断言するもその予想は外れることになる。後に刃牙に直接対決を申し出るが断られた。

### 『範馬刃牙』
野人戦争編
ピクルの様子をテレビで見て、是非とも彼と戦いたいと考え、ピクルが待つ米軍基地へと乗り込む。そこで、同じくピクルを目当てとしている烈海王達と遭遇するが、勇次郎の登場とそれによる米兵の懇願により戦いは中断、施設より退去する。そしてしばらくして、光成より烈海王がピクルに"喰われた"ことを伝えられる。
息子克巳とピクルの戦いでは、克巳の戦いを邪魔するものを阻止するため、空手着を着て臨戦態勢をとっていた。克巳がピクルに敗れて右腕を差し出そうとした折には、烈の二の舞を防ごうと光成達が手配した兵士達による非殺傷弾での一斉射撃を突きの構えで立ちふさがり阻止、「息子の覚悟を無駄にしないでくれ」と光成に頼み、ピクルへの射撃を止めさせた。戦いの後には、勇次郎をバーに誘い、酒を酌み交わす。克巳に対する周囲の扱いの間違いを勇次郎に指摘されるなどしつつ、ピクルが覚醒した今こそ「最強」の座を決めるときだと二人で語り合った。
地上最強の親子喧嘩編
その後、抑えきれない殺傷本能を発散するため、街を徘徊してわざとトラブルを起こし、喧嘩を買っている。また、たまたますれ違った男の体臭などから通り魔であると一目で看破し、襲われた子供を助けるために存在してはならない技術を開放、凄惨な攻撃を加えた（その後、警察の事情聴取にて「用法に間違いは無かった」と自ら話している）。
刃牙と勇次郎の親子喧嘩が始まった際はいち早く現場へ赴き、刃牙と勇次郎との戦いを間近で見て時に自分の受けた印象などを口にし、居合わせた群衆からは「その道の人にはわかるんだ」と評された。

### 『刃牙道』
他のファイターたちと同様、新たな強敵の目覚めを予感しており、極寒の滝行に勤しむ。しかし過酷な滝行ですら「地上最強の親子喧嘩」を見た独歩の本能は退屈を感じ欠伸を抑えられなかった。その後、新たな強敵「宮本武蔵」の存在を知り、徳川光成邸を訪れ武蔵と対峙する。しかし、武蔵の挑発や殺気の斬撃に翻弄されたうえ、剣で一刀両断されるところ手加減され斬られずに敗北する。その敗北の影響は大きく、光成に「引くか、進むか」と問われ「しばらく引きこもる」と最強を目指す道を半ば断念したかのような発言をする。しかし、その後武蔵とピクルの対戦が決まった際に刃牙と対談した独歩はさらに鍛えこんでおり、精神的にも成長した姿を見せていた。光成との食事の席では、ピクルが何も食べない状態をかつて刃牙へ言った言葉の「飢えこそが野生における、絶好調である」と肯定し、武蔵の刃とティラノサウルスの牙のどちらが上かと言う質問には、互いにどちらが上かは決めきれずにいた。

### 『バキ道』
本部道場での組手で加藤を軽くあしらった後、門下生の前で空手道の存在意義について冗談交じりに語って見せる。その様子を見ていた刃牙に問われて自らの相撲感を語り、その強さを説くために相撲の技で加藤や刃牙を押し飛ばしてみせた。その後、光成からの提案に乗り、力士と闘うことを承諾した。
大相撲力士の猛剣に激闘の末に勝利。さらに蹴速には試合と場外で2度完勝した。

### 『バキ外伝』
バキ外伝 拳刃
若いころの愚地独歩を描いており、手刀で鼻を削ぐ、二本貫手による眼球破壊、睾丸破損など急所への攻撃なども躊躇なく行っている。また、本編で伝説となっている虎と1対1での対戦も描かれる。
バキ外伝 ゆうえんち
地下闘技場で勇次郎と戦う少し前、闇格闘大会「ゆうえんち」に参戦。大関（当時）龍金剛と死闘を演じる。北辰館について言及するなど、松尾象山とも共存している様子。